# 황당한 외계인: 폴
《황당한 외계인: 폴》(영어: Paul)은 2011년 공개된 SF 코미디 로드 무비이다. 사이먼 페그와 닉 프로스트가 공동 작성한 각본을 그레그 머톨라가 연출하였다. 세스 로건이 제목에 명시된 외계인 주인공 목소리와 모션 캡처를 담당하고, 페그와 프로스트가 이 외계인과 마주치는 SF 기크 이인방을 연기하였다. 스티븐 스필버그가 연출한 《미지와의 조우》(1977), 《E.T.》(1982)를 위시한 여러 유명 SF 영화를 패러디하였다.

## 줄거리
만화와 SF 장르의 열성 팬인 영국인 그레이엄과 클라이브는 샌디에이고 코믹콘 인터내셔널에 참석하기 위해 미국을 방문한다. 둘은 클라이브가 글을 쓰고 그레이엄이 그림을 그린 책을 내는 게 꿈이다.
둘은 UFO 출몰 지역을 찾아다니며 남서부 외딴 사막 고속 도로를 달리던 중 앞에서 달리던 차가 갑자기 심하게 구르다 멈추는 걸 보고 운전자를 도와주려고 달려간다. 그러나 거기에 타고 있던 건 사람이 아니라 폴이라는 이름을 가진 외계인이었는데...

## 출연진
- 사이먼 페그 - 그레이엄 윌리 역
- 닉 프로스트 - 클라이브 골링스 역
- 세스 로건 - 폴 역 (목소리 / 모션 캡처)
- 제이슨 베이트먼 - 로렌조 조일 비밀경호국 특수 요원 역
- 빌 헤이더 - 해거드 요원 역: 로렌조를 보조하는 신입.
- 조 로트룰리오 - 오라일리 요원 역: 로렌조를 보조하는 신입 2.
- 블라이드 대너 - 태라 월턴 역: 60년 전 외계인 폴이 탄 외계선이 착륙하면서 키우던 개 폴이 깔려 죽은 사건의 당사자.
  - 미아 스탤러드 - 어린 태라 월턴 역
- 크리스틴 위그 - 루스 버그스 역: 한쪽 눈이 먼 RV 주차 공원 관리자.
- 존 캐럴 린치 - 모지스 버그스 역: 루스의 기독교 근본주의자 아버지.
- 제인 린치 - 팻 스티븐스 역
- 데이비드 케크너 - 거스 역: 리틀 에일리인[5]에서 마주친 레드넥 역
- 제시 플레먼스 - 제이크 역: 거스의 친구.
- 시고니 위버 - "더 빅 가이" 역
- 제프리 탬버 - 애덤 섀도차일드 역: 유명 SF 소설가.
- 스티븐 스필버그[6] - 본인 역 (목소리): 1980년에 후에 《E.T.》(1982)로 만들어지는 신작 영화에 관해 폴과 상담했다는 설정.
- 로버트 커크먼[7], 코리 워커, 라이언 오틀리 - 더 빅 가이 부하 역

## 기타 제작진
- 배역: 앨리슨 존스
- 미술: 제퍼슨 세이지
- 세트: 칼라 커리
- 의상: 낸시 스타이너
- 분장 부문: 조지아 앨런, 내털리 앨런, 이니드 에리어스, 메리 버턴, 타라 D. 데이, 엘리자베스 가이어고스, 제니퍼 제인, 버네사 하라미요, 그레그 니커테로, 앤절리크 오티즈, 애슐린 퍼디아, 조디 셰퍼, 실라 트루히요
- 배역 부문: 조 에드나 볼딘
- 음악 편집: 스티븐 프라이스
- 제작 관리: 타니아 블런든, 캐런 루스 게철, 로버트 그라프
- 조감독: 라이언 크레이그, 밸러리 존슨, 데니즈 앤더슨 푸어, 조너선 왓슨